# Southside Place
Southside Place város az USA Texas államában, Harris megyében. Lakosainak száma 1835 fő (2020. április 1.).

## Népesség
A település népességének változása:

| 2010 | 1 715 |
| 2020 | 1 835 |